# Marlon James
Marlon James (* 24. listopadu 1970 Kingston Jamajka) je jamajský spisovatel. V zahraničí byly vydány tři jeho romány, John Crow's Devil (2005), The Book of Night Women (2009) a A Brief History of Seven Killings (2014). Poslední jmenovaný je zároveň vítěznou knihou Man Bookerovy ceny za rok 2015. V současné době žije v Minneapolis v Minnesotě, kde na Macalester College učí literaturu.

## Život
Narodil se v Kingstonu na Jamajce, kde oba jeho rodiče sloužili u policie. Jeho matka (která mu dala sbírku povídek od O. Henryho, jeho vůbec první knihu prózy) pracovala jako detektiv a jeho otec (po kterém James zdědil lásku k Williamu Shakespearovi a Samuelovi Coleridgeovi) byl právníkem. V roce 1991 James odpromoval na University of the West Indies z jazyka a literatury. Magisterský titul za kreativní psaní obdržel na Wilkes University.

## Kariéra
Od roku 2007 je učitelem angličtiny a kreativního psaní na Macalester College. Jeho první román John Crow's Devil (jež byl před vydáním sedmdesátkrát odmítnut) vypráví příběh biblického boje odehrávajícího se v roce 1957 v odlehlé jamajské vesnici. Jeho druhá kniha The Book of Night Women se odehrává v 19. století na jamajských plantážích a je příběhem mladé jamajské otrokyně. Jeho nejnovější kniha z roku 2014 A Brief History of Seven Killings se z pohledu více vypravěčů zabývá několika dekádami jamajské historie a politické nestability. A Brief History of Seven Killings, poté co se jako vůbec první kniha jamajského autora dostala do užšího výběru, vyhrála Man Bookerovu cenu za rok 2015. Stal se tak druhým držitelem karibského původu (po v Trinidadu narozeném V. S. Naipaulovi, vítězi za rok 1971).

## Dílo
- John Crow's Devil (2005)
- The Book of Night Women (2009)
- A Brief History of Seven Killings (2014)
- trilogie The Dark Star
  - Black Leopard, Red Wolf (2019)
  - Moon Witch, Spider King (2022)

## Ceny a ocenění
- 2015 – Man Bookerova cena za knihu A Brief History of Seven Killings